# 長期建設
長期建設（ちょうきけんせつ）とは、支那事変下の大日本帝国で、特に武漢攻略後に用いられたスローガン。
武漢陥落後に、蒋介石ら中国国民党による長期戦が展開される中で、この「長期抗戦」に対抗させる形で、東亜新秩序の建設といった帝国の国策を意識させるように、大陸の経営といった意味合いを含み、更には日本や東亜・世界の改良・創造までひろげて「長期建設」が唱えられた。多分に「革新」的な気分を含むものであり、経済問題について日満支一体で議論もされた。
政府としては長期建設の遂行のために戦時体制の強化、経済統制が必要との認識があり、その恒久化の方策として国家総動員法の発動などが行われた。
石橋湛山は維新政府要人の、この時局は50年は続くという言葉を紹介しながら、蒋政権の崩壊とその後の開発などを含め、日清日露に比して極めて長期にわたることを強調し、長期建設はこの時局が半永久的に続くとして国内的経済的方策を取るべきことを論じた。